# Diana Gómez

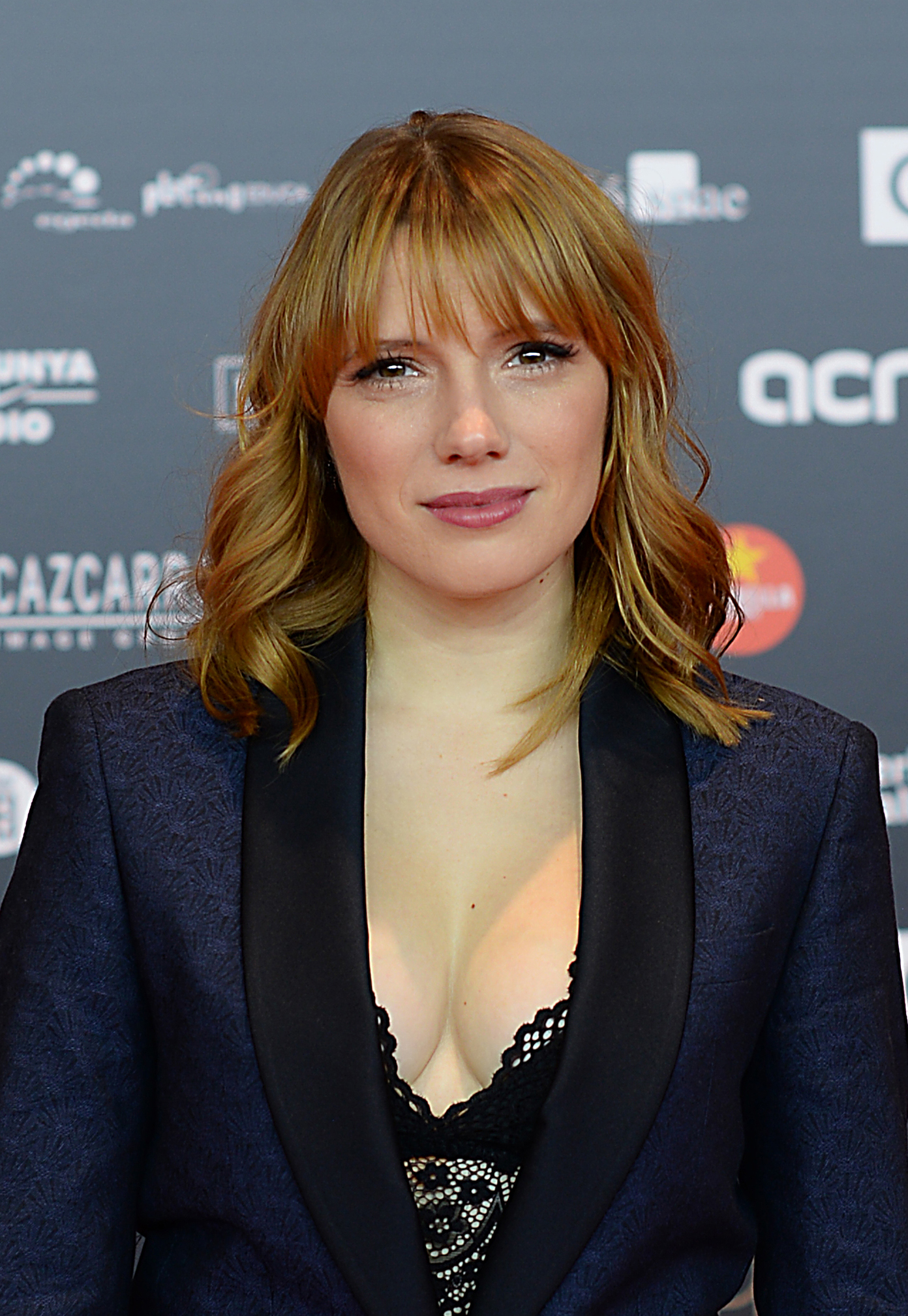
Diana Gómez (2020)

Diana Gómez i Raich (* 7. März 1989 in Igualada, Provinz Barcelona, Katalonien) ist eine spanische Schauspielerin.

## Leben
Gómez begann 2005 durch eine Rolle in dem Kurzfilm El secreto de Lidia mit dem Schauspiel. 2006 hatte sie eine Nebenrolle im Spielfilm Salvador – Kampf um die Freiheit. In den nächsten Jahren verkörperte sie Seriencharaktere in Fernsehserien wie El secreto de Puente Viejo, El crac oder 45 Revoluciones. Von 2019 bis 2021 war sie im Netflix Original Haus des Geldes zu sehen. Seit 2020 verkörpert sie die titelgebende Hauptrolle der Valeria in der gleichnamigen Fernsehserie.

## Filmografie
- 2005: El secreto de Lidia (Kurzfilm)
- 2006: Con lengua (Kurzfilm)
- 2006: Salvador – Kampf um die Freiheit (Salvador (Puig Antich))
- 2007: Atlas de geografía humana
- 2007: La via Augusta (Fernsehserie, 12 Episoden)
- 2007: Jo, el desconegut (Fernsehfilm)
- 2008: Cuenta atrás (Fernsehserie, Episode 2x14)
- 2008: La despedida (Kurzfilm)
- 2008: Little Ashes
- 2009: Socarrat (Kurzfilm)
- 2009: Eloise (Eloïse)
- 2009: Águila Roja: Buscando al asesino de niños (Fernsehfilm)
- 2010: El pacto (Mini-Serie, 2 Episoden)
- 2011: Pecados
- 2011: Águila Roja: El doble compromiso de Juan (Fernsehfilm)
- 2011: Barcelona, ciutat neutral (Fernsehserie, 2 Episoden)
- 2011: Any de Gràcia
- 2012: Concepción Arenal, la visitadora de cárceles (Fernsehfilm)
- 2012–2013: El secreto de Puente Viejo (Fernsehserie, 22 Episoden)
- 2013: Los inocentes
- 2013: Faraday
- 2014: Las altas presiones
- 2014: L'altra frontera
- 2014–2017: El crac (Fernsehserie, 22 Episoden)
- 2015: Capitan Alatriste – Mit Dolch und Degen (Las aventuras del capitán Alatriste) (Fernsehserie, 13 Episoden)
- 2015: Transeúntes
- 2015: El virus de la por
- 2015: Habitaciones cerradas (Mini-Serie, 2 Episoden)
- 2015: Amor tóxico
- 2016: Bus Story (Kurzfilm)
- 2016: Naturaleza muerta (Kurzfilm)
- 2017: Sé quién eres (Fernsehserie, 9 Episoden)
- 2017: Vida privada (Mini-Serie, 2 Episoden)
- 2018: Tinder Sorpresa (Kurzfilm)
- 2018: El día de mañana (Fernsehserie, 4 Episoden)
- 2019: 45 Revoluciones (Fernsehserie, 13 Episoden)
- 2019: L'enigma Verdaguer (Fernsehfilm)
- 2019–2021: Haus des Geldes (La casa de papel) (Fernsehserie, 11 Episoden)
- seit 2020: Valeria (Fernsehserie)
- 2022: Girasoles silvestres
- 2022: ¡García! (Fernsehserie, 4 Episoden)
- 2024: Vintage (Fernsehserie, 6 Episoden)
- 2024: Una jirafa en el balcón
- 2025: Duro